# Cimetière Saint-Louis de Versailles
Le cimetière Saint-Louis est  un des cimetières de la ville de Versailles dans les Yvelines.

## Histoire
C'est l'un des cimetières urbains les plus anciens de France, puisqu'il a été fondé par la paroisse Saint-Louis de Versailles en 1770. S'il abrite moins de personnalités connues que le cimetière Notre-Dame de Versailles, il n'en demeure pas moins intéressant par la qualité artistique de nombre de ses sépultures et par le nombre de tombes des familles de l'aristocratie versaillaise ou de militaires ayant servi les rois au château de Versailles.
Une petite colonne contre le mur marque l'emplacement de la fosse commune où furent ensevelis après avoir été massacrés, le 9 septembre 1792 pendant l'épisode des massacres de Septembre, une quarantaine de personnes aux Quatre Bornes (croisement actuel de la rue de Satory et de la rue de l'Orangerie) qui avaient été transférées de la prison d'Orléans. Il s'agissait surtout d'anciens hauts serviteurs de l'État, d'officiers de l'armée royale et de prêtres réfractaires (parmi eux l'évêque de Mende).
Certaines tombes se distinguent par leur caractère ouvragé, comme celle du lieutenant de vaisseau Édouard Villaret-Joyeuse (mort en 1854 à La Havane) en forme de colonne rostrale ; le peintre Georges Rouault y est enterré.

## Personnalités inhumées
- Philippe Beaussant (1930-2016), académicien français, musicologue et nouvelliste français. (division H)
- Comte Ferdinand de Bertier de Sauvigny (1782-1864), député et préfet du Calvados.
- Gustave Borgnis-Desbordes (1839-1900), général des conquêtes coloniales.
- Alexandre-François Caminade (1783-1862), peintre.
- Jean-Arnaud de Castellane (1733-1792), évêque de Mende, fosse commune.
- François Chabas (1817-1882), égyptologue.
- Édouard Charton (1807-1890), journaliste saint-simonien.
- Louis Hercule Timoléon de Cossé-Brissac, duc de Brissac (1734-1792), ancien gouverneur de Paris, fosse commune.
- Jean-François Ducis (1733-1816), dramaturge. (division C)
- Charles Durand, comte de Linois (1761-1848), vice-amiral, gouverneur de la Guadeloupe.
- Louis-Étienne Dussieux (1815-1894), historien.
- Nicolas Eigenschenck (1737-1821), musicien (hautbois, clarinette) à la cour
- Philippe Eigenschenck (1767-1844), musicien (violon) à la cour et à la chapelle royale
- Léonce d'Escayrac-Lauture, marquis d'Escayrac (1786-1867), pair de France, député.
- Stanislas d'Escayrac-Lauture (1822-1868), explorateur.
- Simone d'Estournelles (1724-1821), femme de chambre de Marie Leczinska puis de Marie-Antoinette, épouse du docteur Chavignat, (1732-1805) premier chirurgien de Marie-Antoinette.
- François Franchet d'Esperey (1778-1863), homme politique, ambassadeur à Berlin, grand-père du maréchal Franchet d'Esperey.
- Charles-Xavier Franqueville d'Abancourt (1758-1792), éphémère ministre de la guerre, neveu de Calonne, fosse commune[1].
- Abbé Paul de Geslin, dit Jean Loyseau (1817-1888), pallottin, journaliste.
- Albert Auguste Gicquel des Touches (1818-1901), marquis Gicquel des Touches, vice-amiral et éphémère ministre de la marine et des colonies. (division D)
- Henri-Constant Groussau (1851-1936), député monarchiste.
- Augusta Holmes (1847-1903), compositrice.
- Raymond de La Porte (1857-1926), évêque du Mans.
- Jean-Baptiste-Antoine Lassus (1807-1857), architecte.
- Claudius Lavergne (1815-1887), peintre-verrier, élève d'Ingres. Il repose aux côtés de son épouse Julie Lavergne, (1823-1886), écrivain.
- Julien Le Couëdic (1890-1975), évêque de Troyes (division A).
- Patrice Le Nepvou de Carfort, médecin général des armées, grand officier de la Légion d'honneur et grand-croix de l'ordre national du Mérite.
- Henri Le Sidaner (1862-1939), peintre, beau-frère de Georges Rouault.
- Benoît-Joseph Marsollier (1750-1817), auteur dramatique et librettiste d’opéras-comiques.
- Jean-Baptiste Mathieu (1764-1847), compositeur, maître de chapelle du roi.
- Anders Osterlind (1887-1960), peintre.
- Comte Barthélemy O'Mahony (1748-1825), général.
- Paul Pierret (1836-1916), égyptologue.
- Georges Rouault (1871-1958), peintre, beau-frère d'Henri Le Sidaner.
- Jean Tharaud (1877-1952), écrivain. (division A)
- Claude Antoine de Valdec de Lessart (1741-1792), éphémère ministre des Finances et des Affaires étrangères de la Constituante, fosse commune.

## Illustrations

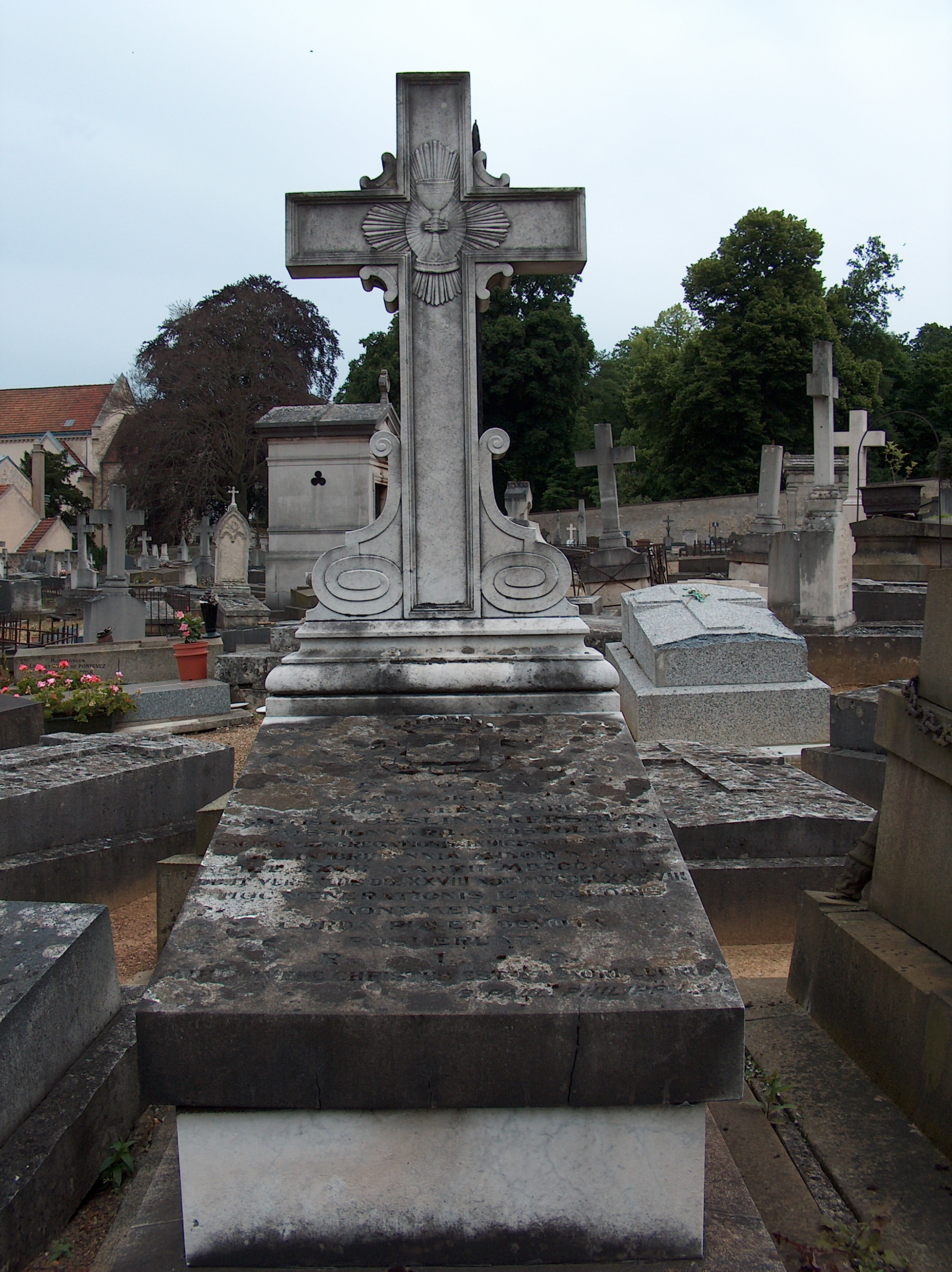
Tombe de l'abbé de Geslin.
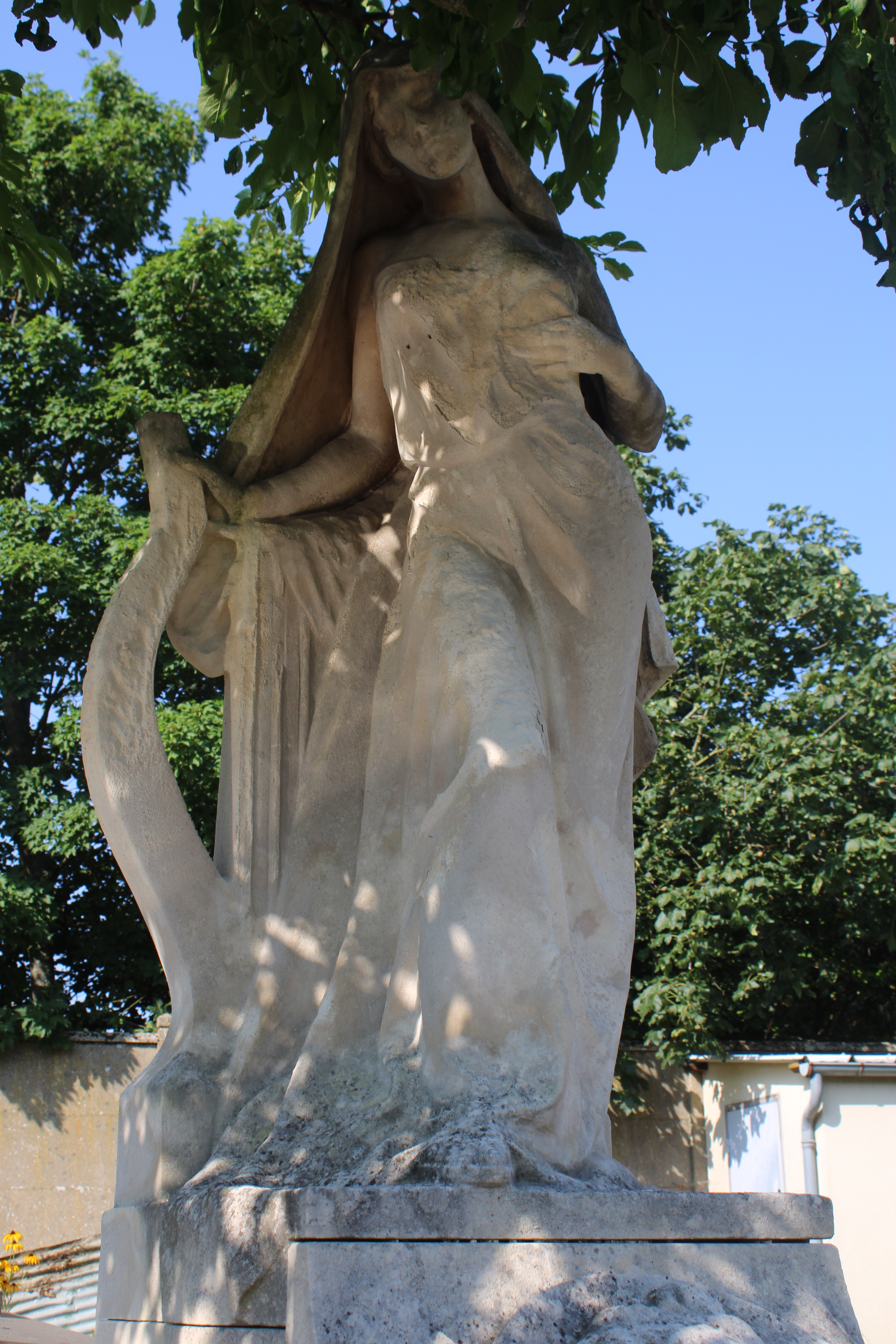
Sépulture d'Augusta Holmès.
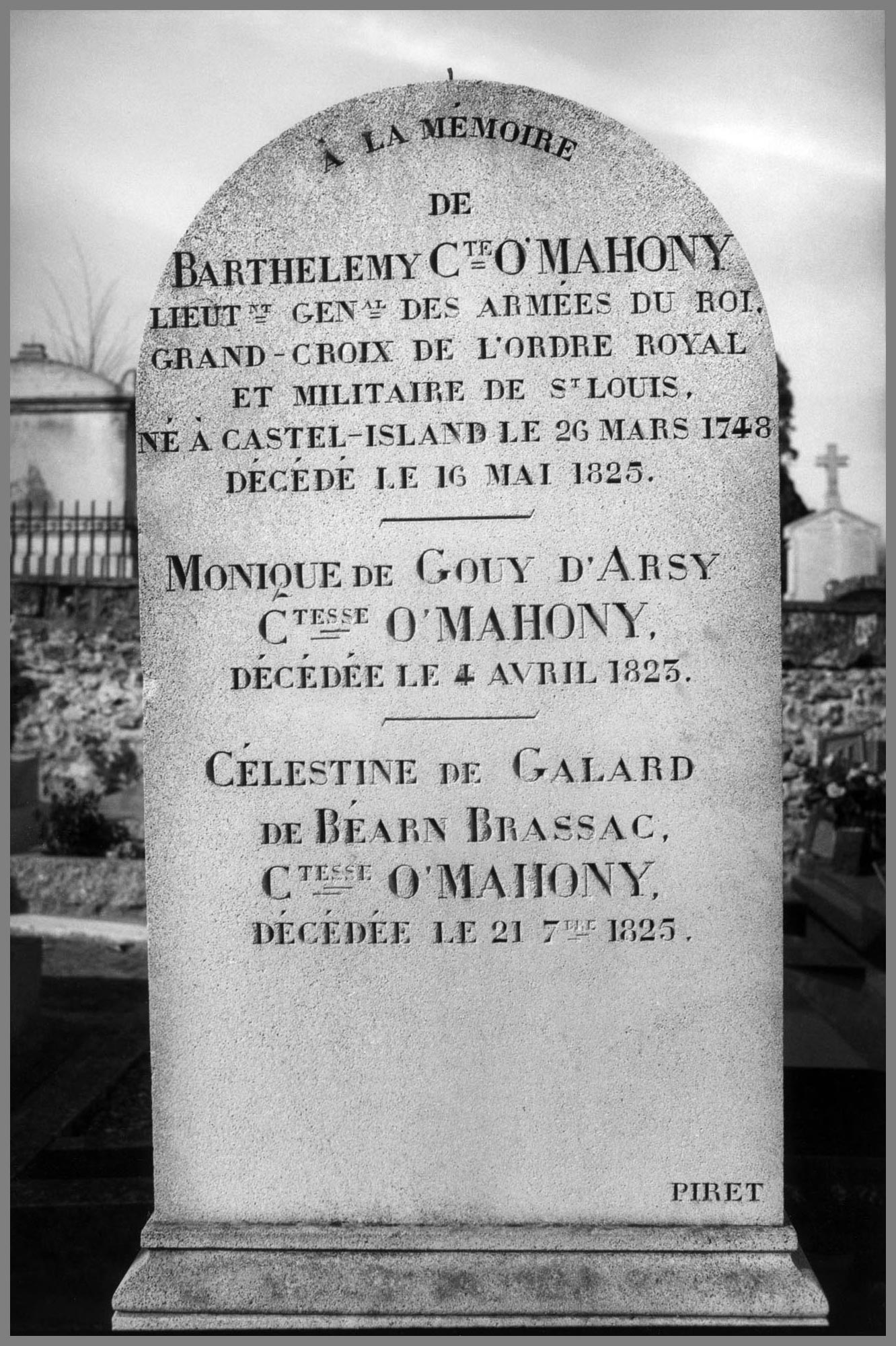
Tombe du général comte Barthélemy O'Mahony.